# Helmut Kuhlmann

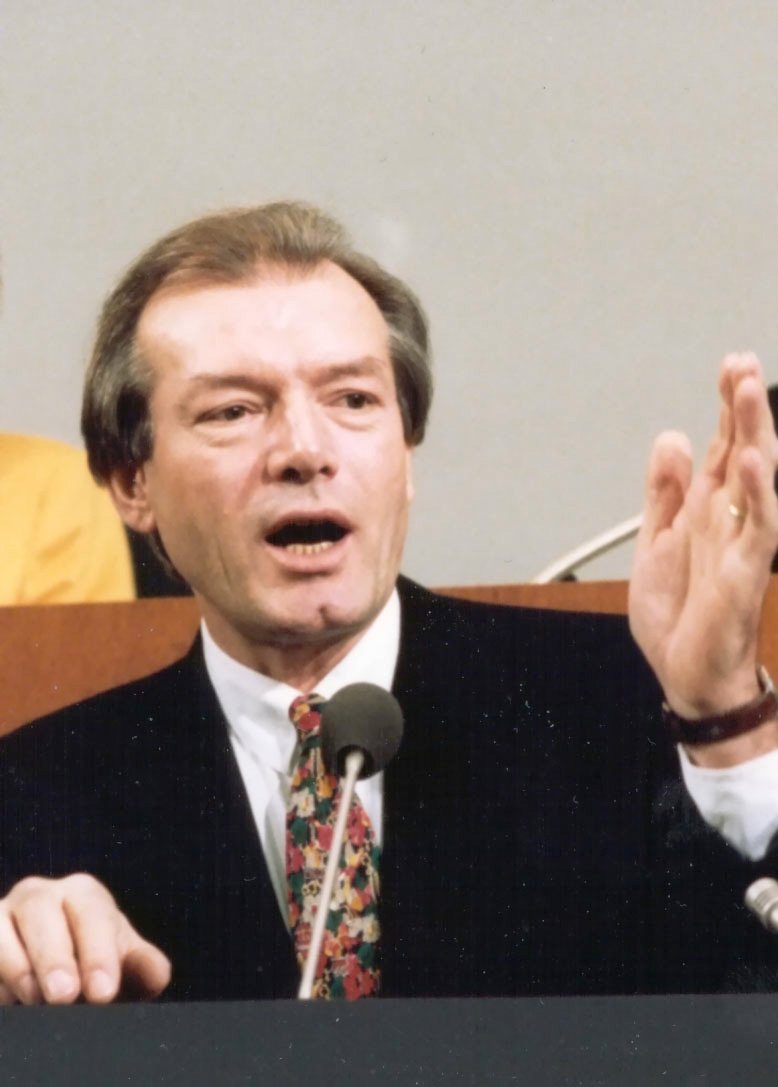
Am Rednerpult des Niedersächsischen Landtages 1990

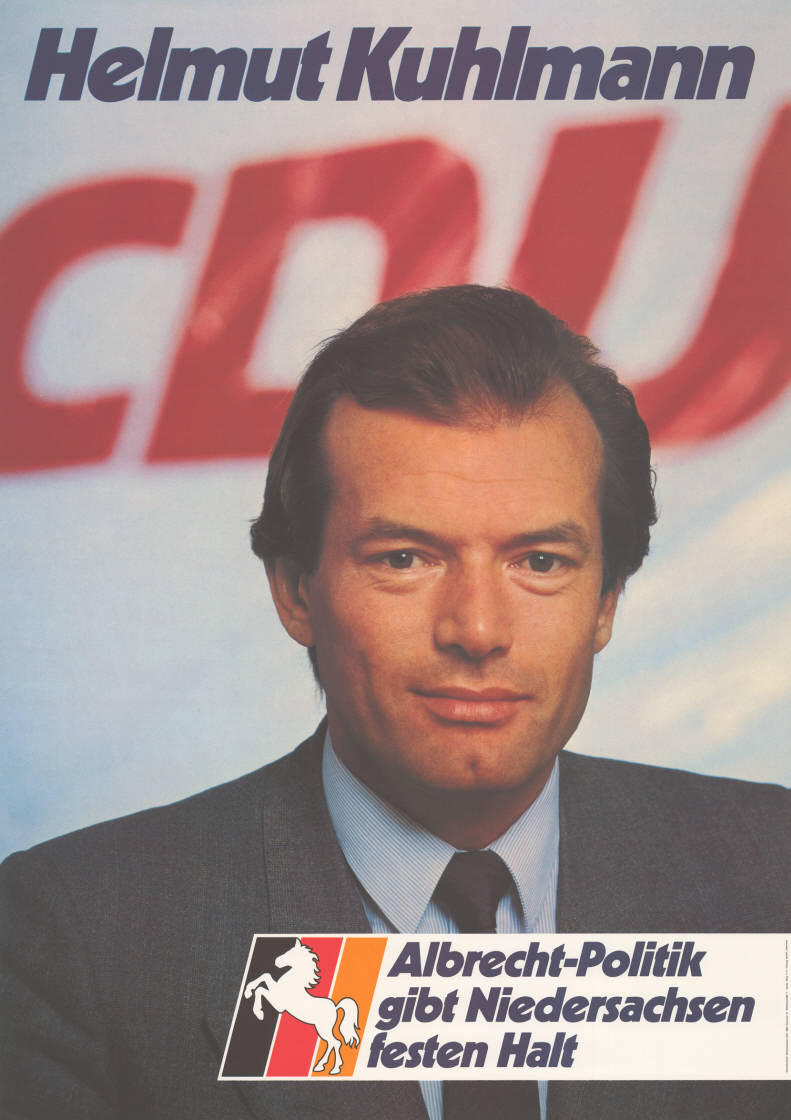
Kandidatenplakat zur Landtagswahl in Niedersachsen 1982

Helmut Kuhlmann (* 15. August 1940 in Rumbeck; † 20. Oktober 2022) war ein deutscher Politiker (CDU). Er war von 1974 bis 1998 Mitglied des Niedersächsischen Landtages.

## Leben
Helmut Kuhlmann wuchs auf in seinem Geburtsort, dem Weserdorf Rumbeck (jetzt Hessisch Oldendorf), Grafschaft Schaumburg. Nach seiner Lehre im Handwerk wechselte er u. a. aus gesundheitlichen Gründen seinen Beruf. Später wurde sein Hauptberuf Verlagskaufmann; er war Angestellter eines Hamburger Verlages.
1962 trat er in die Junge Union (JU) ein. Er war 7 Jahre lang Vorsitzender des JU-Bezirksverbandes Lüneburg. Ebenfalls 1962 trat er in die CDU ein. Von 1972 bis 1992 war er Vorsitzender des CDU-Kreisverbandes Gifhorn.
Kuhlmann war von 1968 bis 1988 Ratsherr der Stadt Gifhorn und von 1986 bis 1988 dort Bürgermeister. Im Jahre 1988 legte er seine Mandate als Bürgermeister und Ratsmitglied nach internen Auseinandersetzungen mit Fraktionskollegen nieder.
Von 1972 bis 2016 war er Mitglied des Gifhorner Kreistages, von 1981 bis 1986 stellvertretender Landrat und von 1991 bis 2016 Vorsitzender der CDU-Kreistagsfraktion. Unter anderem war er Vorsitzender des Kuratoriums der Landkreis Gifhorn Stiftung, die auf seinen politischen Einfluss aus dem Verkaufserlös des kreiseigenen Krankenhauses an die Rhön Klinikum AG ins Leben gerufen wurde.
Von 1991 bis 1996 und erneut von 2006 bis 2011 war er Vorsitzender der Verbandsversammlung des Zweckverband Großraum Braunschweig (heute Region Braunschweig).
Helmut Kuhlmann war von 1974 bis 1998 Mitglied des Niedersächsischen Landtages. Hier war er 14 Jahre Vorsitzender des Fachausschusses für Städtebau und Wohnungswesen und über mehrere Wahlperioden Mitglied des CDU-Fraktionsvorstandes. Er wurde insgesamt sechs Mal in direkter Wahl in den Niedersächsischen Landtag gewählt; zunächst im Landtagswahlkreis Wolfsburg II (1974–1982) und dann im Wahlkreis Gifhorn-Süd (1982–1998).
Kuhlmann war zudem langjähriges Mitglied des Verwaltungsrats der Sparkasse Gifhorn-Wolfsburg und bis 2017 Mitglied des dortigen Kreditausschusses.

## Ehrungen und Auszeichnungen
- 1992 Ehrenvorsitzender des CDU-Kreisverbandes Gifhorn
- 1998 Verdienstkreuz am Bande des  Verdienstordens der Bundesrepublik Deutschland
- 2016 Goldene Verdienstmedaille des Niedersächsischen Sparkassenverbandes